# Élection présidentielle tchadienne de 1996

## Premier tour - 2 juin 1996
Nombre d'inscrits : 3 565 913
Votants : 2 406 962 (taux de participation : 67,5 %)
Bulletins blancs ou nuls : 88 224
Votes valides : 2 318 738
Résultats officiels :
- Idriss Déby (MPS) : 43,82 %
- Wadel Abdelkader Kamougué (URD) : 12,39 %
- Saleh Kebzabo (UNDR) : 8,61 %
- Jean Alingué Bawoyeu (UDR) : 8,30 %
- Lol Mahamat Choua (RDP) : 5,93 %
- Younous Ibédou* : 3,29 %
- Adoum Moussa Seif (CNDS) : 2,91 %
- Abdoulaye Lamana* : 2,74 %
- Delwa Kassiré Coumakoye (RNDP) : 2,29 %
- Ngarledjy Yorongar (FAR) : 2,08 %
- Mahamat Abdoulaye* : 2,06 %
- Abbas Mahamat Ambadi* : 1,62 %
- Naimbaye Lossimian* : 1,52 %
- Adoum Hassan Issa* : 1,24 %
- Elie Romba (UDPT) : 1,12 %

## Second tour - 3 juillet 1996
Nombre d'inscrits : 3 565 913
Votants : - (taux de participation : 77 % (est.))
Bulletins blancs ou nuls : -
Votes valides : -
Résultats officiels :
- Idriss Déby (MPS) : 69,09 %
- Wadel Abdelkader Kamougué (URD) : 30,91 %